# Orden de las Tres Estrellas
La Orden de las Tres Estrellas (en letón: Triju Zvaigžņu ordenes) es una orden otorgada por servicio meritorio en Letonia. Fue creada en 1924 en memoria de la fundación de la República de Letonia. Su lema es Per aspera ad astra, que significa «A través de las dificultades a las estrellas». La Orden tiene cinco grados de honor y tres de medallas de honor. El Presidente de la República de Letonia es ordenado, después de su nombramiento, con el collar del primer grado por el presidente del Saeima en una ceremonia especial.

## Historia
La orden fue establecida por el primer presidente Jānis Čakste y el primer ministro de Asuntos exteriores de Letonia Zigfrīds Meierovics en 1924. Después de su creación, la orden y las insignias se adjudicaron a 8.822 y 7.973 personas, respectivamente, hasta la ocupación soviética de Letonia en 1940. Después de que el país recuperara su independencia, la ley del 25 de octubre de 1994 restauró la condecoración. Su diseño ha sido creado por el escultor letón Gustavs Šķilters (1874-1954). Las condecoraciones se hacen en la joyería "Kalvis" y las cintas se fabrican en Dinamarca según el procedimiento del año 1920.

## Grados
- I - Gran Cruz de Comendador con collar (Lielkrusta komandieris).

Gran Cruz de Malta esmaltada de blanco con los bordes en oro. En el centro de la parte frontal de la cruz hay un medallón de esmalte azul con tres estrellas de cinco puntas de oro que representan las regiones históricas del país: Kurzeme, Vidzeme y Latgàlia. En la parte posterior está grabado el lema Por áspera ad astra y Latvijas Republika - 1918.g. 18.novembris (República de Letonia - 18 de noviembre de 1918). La condecoración se lleva con una cinta ancha de 110 mm por encima del hombro o en casos excepcionales con una cadena en forma de collar de diez enlaces dorados alternando los símbolos de tres estrellas, de cruces y leones con grifos.
- II - Gran Oficial (Lielvirsnieks)

Una ampliación de plata de la estrella de cinco puntas. En el centro se encuentra un medallón de esmalte azul con tres estrellas de oro y la inscripción en la periferia Par Tēviju (Para la Patria). La distancia entre el centro de la estrella y sus puntas es de 44 mm. Esta condecoración puede ir acompañada por una cadena de diez eslabones.
- III - Comendador (Komandieris)

Estrella más pequeña del mismo diseño que el de grado II, pero la distancia entre el centro de la estrella y los extremos de las puntas es de 41 mm. La condecoración se lleva con una cinta de 52 mm cerca del cuello.
- IV - Oficial (Virsnieks)

Una cinta de 32 mm de anchura con una pequeña estrella y una roseta al lado izquierdo de la prenda de ropa. 
- V - Caballero (Kavalieris)

Una cinta de 32 mm de anchura con una pequeña estrella al lado izquierdo de la prenda de ropa.
Las cintas son de color azul claro con rayas doradas.
La condecoración se lleva en las grandes ocasiones y con ropa adecuada. Después de recibir la decoración de un grado superior, la primera decoración ya no tiene que lucirse más. 

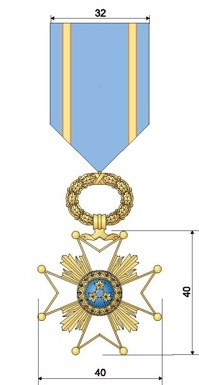
Caballero
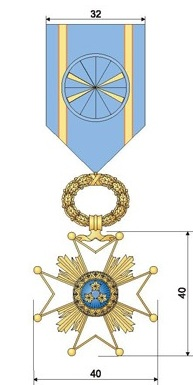
Oficial
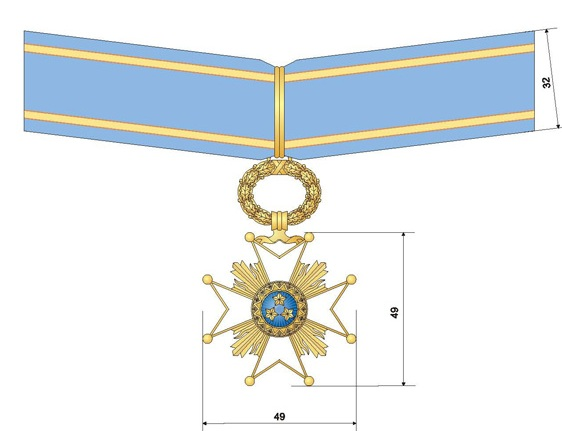
Comendador (hombre)
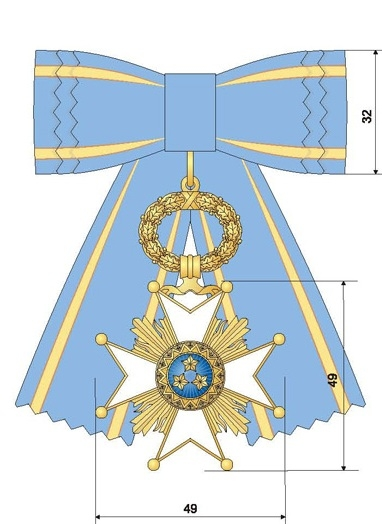
Comendadora  (mujer)
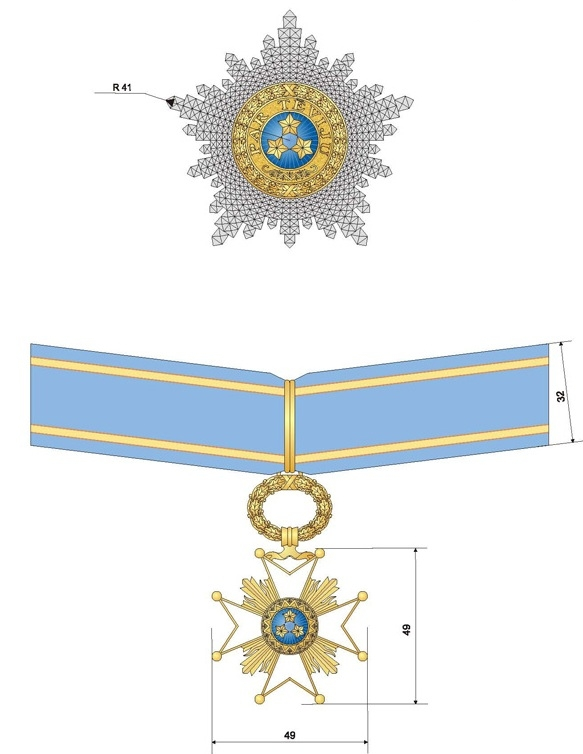
Oficial (hombre)
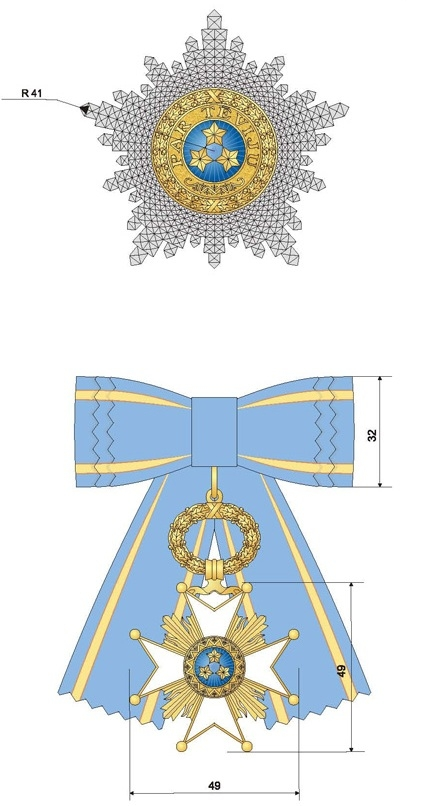
Oficial (mujer)
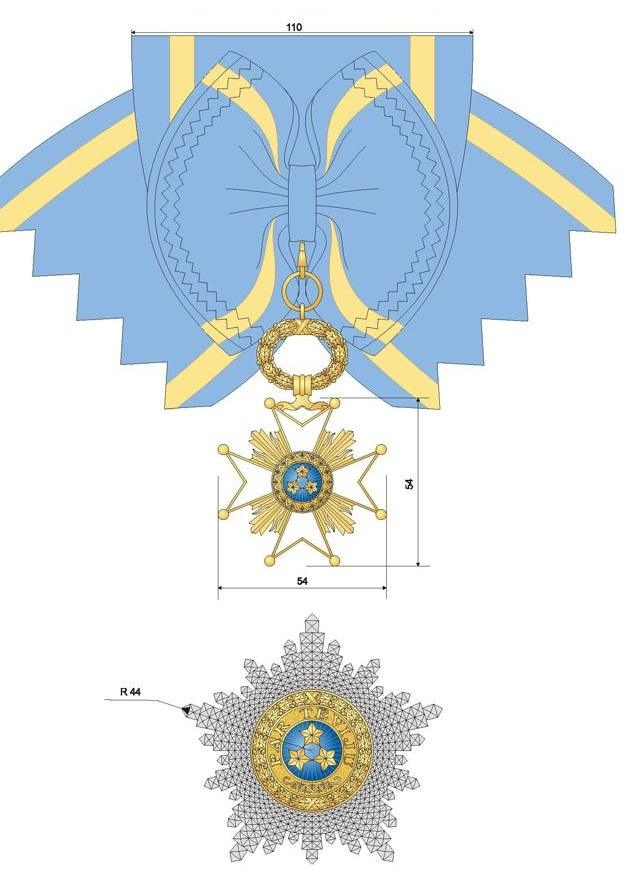
Comendador, gran cruz (hombre)
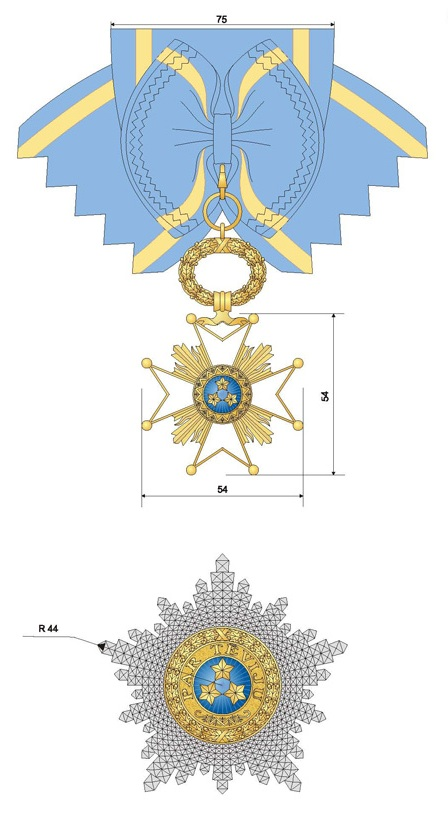
Comendadora, gran cruz (mujer)
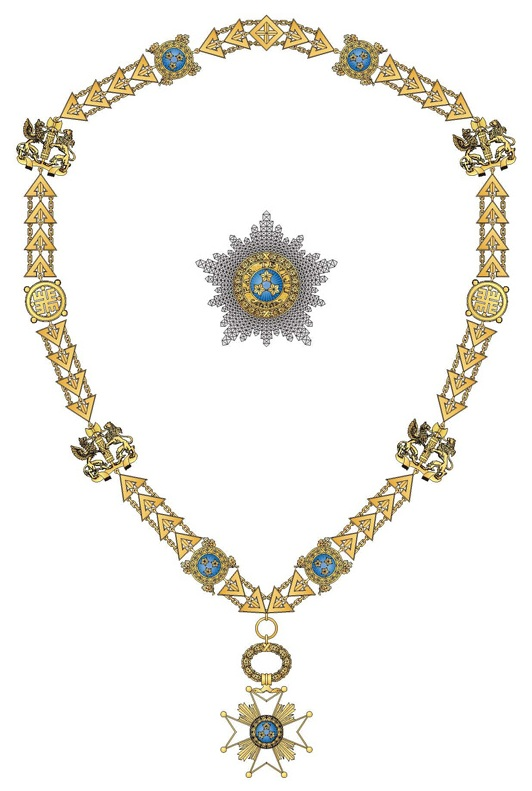
Comendador, gran cruz con collar

| Cintas                     |                            |                           |                           |                         |                                  |
| Caballero                  | Oficial                    | Comendador                | Gran Oficial              | Comendador, gran cruz   | Comendador, gran cruz con collar |
| Medalla de honor de bronce | Medalla de honor de bronce | Medalla de honor de plata | Medalla de honor de plata | Medalla de honor de oro | Medalla de honor de oro          |

## Medallas
Es un pin que representa un escudo redondo de 30 mm de diámetro, con una cruz de tres estrellas en relieve. Al dorso está grabada la inscripción Par Tēviju y debajo un corazón en llama. El cariz del escudo representa una corona de roble. 
- Clase I - oro
- Clase II - plata
- Clase III - bronce

La medalla se lleva sobre una cinta plegada en forma de triángulo al lado izquierdo de la prenda de ropa.